# Aneliopis trilineata
Aneliopis trilineata là một loài bướm đêm trong họ Erebidae.